# Altissimi cantus
Altissimi cantus è un motu proprio che papa Paolo VI decise di scrivere in occasione dei festeggiamenti per il settimo centenario della nascita del poeta fiorentino Dante Alighieri. 

## La lettera

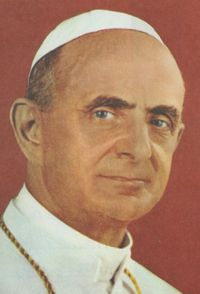
Paolo VI

### Premesse
Scritta da Paolo VI sotto forma di motu proprio, l'Altissimi cantus prosegue la linea tracciata da parte di papa Benedetto XV, autore dell'enciclica In praeclara Summorum del 1921, vera ode nei confronti della poesia cristiana dantesca. La lettera di Paolo VI fu pubblicata a Roma il 7 dicembre del 1965, ovvero il giorno prima che terminasse il Concilio Vaticano II. Inserita nei contesti per le celebrazioni del settimo centenario della nascita di Dante, la lettera esprime tutto l'amore che Montini nutriva per il poeta della Divina Commedia, poema che era solito farsi leggere dal segretario particolare, Pasquale Macchi. Già in quell'anno, infatti, il papa era intervenuto con due lettere rivolte all'arcivescovo di Firenze, Ermenegildo Florit, e a quello di Ravenna, Salvatore Baldassarri. Alle due città, inoltre, il pontefice fece due doni significativi: un alloro dorato da mettere nel Battistero di San Giovanni a Firenze il 14 novembre; e una croce dorata nella Tomba di Dante a Ravenna, simbolo della Resurrezione il 19 settembre.

### Il contenuto
Divisa in 68 paragrafi, la lettera rievoca la figura di Dante quale poeta cristiano eccelso (par. 5) e la necessità di elogiarlo e glorificarlo da parte degli amanti dell'arte e del bello. Fortissima è la dichiarazione che il pontefice fa della figura e dell'opera di Dante in rapporto alla sua affiliazione alla dottrina e alla Chiesa Cattolica: 
(Paolo VI, Altissimi cantus, par. 9)

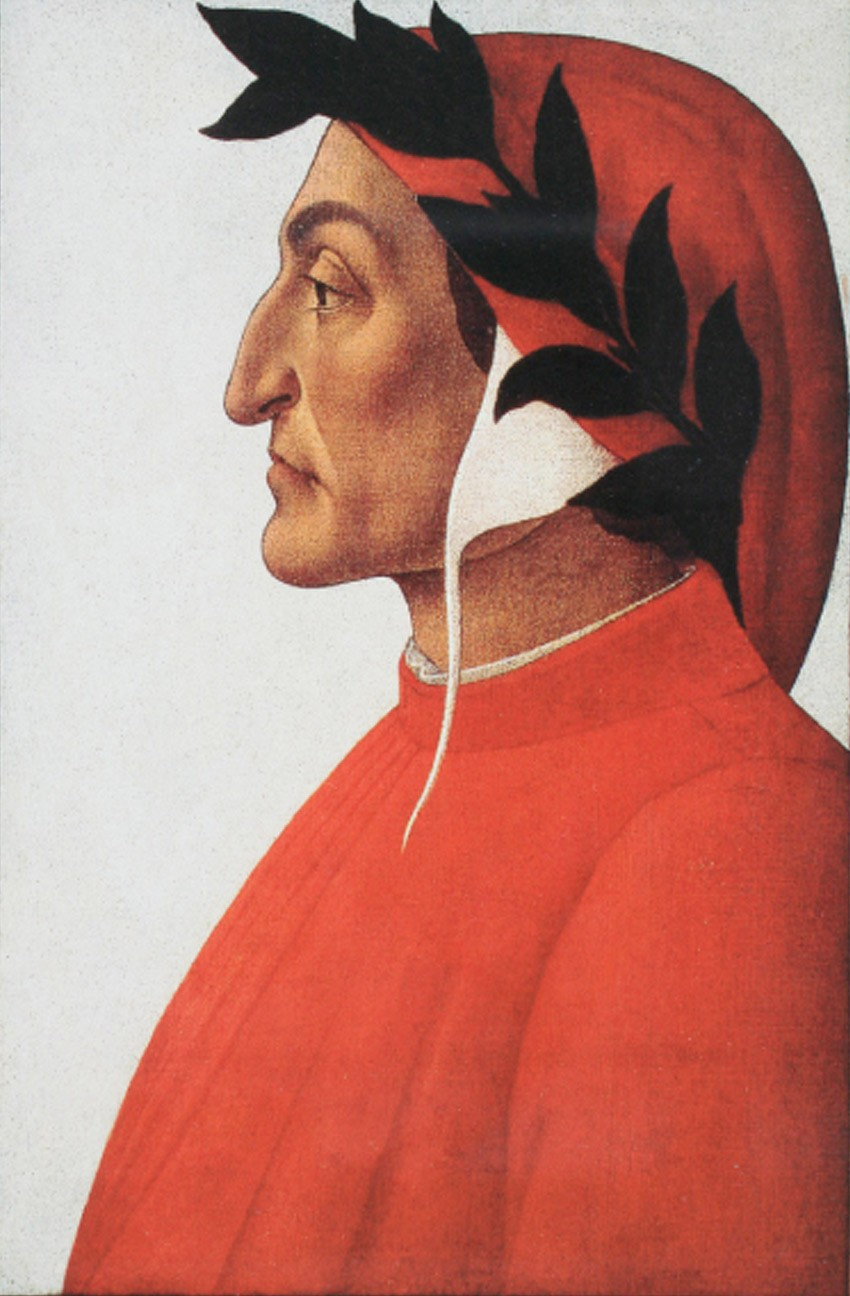
Sandro Botticelli, Ritratto di Dante Alighieri

Davanti alla sua importanza nel contesto non solo letterario, ma anche della fede cristiana, il pontefice decide, di motu proprio, di istituire una Cattedra di Studi Danteschi presso l'Università Cattolica di Milano, affidandone la realizzazione all'allora rettore Ezio Franceschini (par. 7).
Paolo VI, riconoscendo in Dante il poeta della cristianità, ne evoca il carattere ecumenico e dichiara la Commedia come la summa del pensiero medievale (par. 16;17): «...cum is ob granditatem ingenii et operis appellationem sibi mereret poetae ad cunctas pertinentis gentes seu oecumenici»; e «ac denique mediae aetatis id monumentum...». Più avanti, però, Dante è riconosciuto, oltreché poeta, anche e soprattutto come teologo (sulla base dell'epigrafe mortuaria redatta da Giovanni del Virgilio), in quanto «altissimi cantus dominus» (par. 41), poiché si rivelò teologo della mente di Dio.
Ma soprattutto, il pontefice sottolinea il carattere pratico dell'opera dantesca, riprendendo il filone dell'Epistola XIII inviata dal poeta a Cangrande della Scala:
(Altissimi cantus, par. 18)
L'enciclica prosegue dedicandosi all'analisi allegorica del poema (par. 23-27), rievocandone l'economia salvifica da parte di tutto il genere umano tramite la figura del Dante personaggio, salvezza che viene mostrata attraverso il viaggio ultraterreno dal luogo della «pacis perpetuo amissae», ovvero l'Inferno, fino alla «pacis plene perpetuoque possessae», cioè il Paradiso (par. 27): Dante è pertanto la vera espressione dell'umanesimo in chiave cristiana contro quella "pagana" del XV secolo (tesi che risente ancora degli influssi di Jacob Burchardt e oggi smentita). Paolo VI prosegue riprendendo il pensiero politico dantesco espresso nel De Monarchia (par. 33-36) e, riguardo alla figura dell'imperatore quale strumento di Dio per la pace sulla terra, il pontefice sottolinea l'alone profetico dantesco in quanto nel XX secolo tale ruolo è ricoperto dalle Nazioni Unite. 
Avviandosi verso la conclusione, Paolo VI riflette sulla natura della poesia la quale dev'essere accompagnata sia dall'intuizione divina («instinctum inflatumque divinum», par. 48) ma anche dalla ragione, la quale corregge e placa l'istinto poetico tumultuoso, rendendolo chiaro («Eget autem ars ratione in tumultuosa navitate, antegrediente instinctus inflatusque scintillationem, quae cuncta posthac incohata collustrat, placat, simplicia efficit», par. 48). In Dante è presente questa combinazione di istinto poetico e di riflessione razionale e, per la profondità lirica e teologica, deve diventare il modello della poesia religiosa (par. 57-59) e invita, in conclusione, a leggere l'opera dantesca assiduamente:
(Altissimi cantus, par. 64-65)